# European Association for Theoretical Computer Science
Die European Association for Theoretical Computer Science (EATCS) ist eine internationale Gesellschaft für theoretische Informatik mit Schwerpunkt Europa, die 1972 gegründet wurde.
Zu den Gründungsmitgliedern gehören Maurice Nivat, Jaco de Bakker, Corrado Böhm, Mike Paterson.
Die Organisation vergibt jährlich den EATCS-Award, geben die Zeitschriften Bulletin of the EATCS und Theoretical Computer Science (TCS, 1975 gegründet und bei Elsevier erscheinend) heraus und Monographien über Informatik (Reihen Texts in Theoretical Computer Science, Monographs in Theoretical Computer Science).
Mit der Association for Computing Machinery (ACM) Special Interest Group on Algorithms and Computation Theory (SIGACT) vergeben sie den Gödel-Preis (benannt nach Kurt Gödel) und mit dem ACM Symposium on Principles of Distributed Computing (PODC) den Dijkstra-Preis (benannt nach Edsger W. Dijkstra). Außerdem gibt es Preise für beste Arbeiten und den Presburger Award für Nachwuchswissenschaftler (seit 2010, benannt nach Mojżesz Presburger, der als Student die Presburger-Arithmetik 1929 fand).
Sie organisieren seit 1972 eine jährliche Konferenzserie International Colloquium on Automata, Languages and Programming (ICALP), deren Konferenzbände seit 1976 in den Lecture Notes in Computer Science (LNCS) im Springer Verlag erscheinen.
Sie haben eine italienische und französische sowie eine japanische Unterorganisation (mit EATCS Mitgliedern der jeweiligen Länder) und sind mit der European Association for Computer Science Logic (EACSL), der Computability in Europe (CiE) und international mit der ACM SIGACT verbunden.